# Irische Cricket-Nationalmannschaft in Simbabwe in der Saison 2015/16
Die Tour der irischen Cricket-Nationalmannschaft nach Simbabwe in der Saison 2015/16 fand vom 9. bis zum 13. Oktober 2015 statt. Die internationale Cricket-Tour war Bestandteil der Internationalen Cricket-Saison 2015/16 und umfasste drei ODIs. Simbabwe gewann die Serie 2–1.

## Vorgeschichte
Für beide Mannschaften war es die erste Tour der Saison.
Das letzte Aufeinandertreffen der beiden Mannschaften bei einer Tour fand in der Saison 2010/11 in Simbabwe statt.

## Stadion
Das folgende Stadion wurden für die Tour als Austragungsort vorgesehen und am 11. September 2015 bekanntgegeben.
| Stadion            | Stadt  | Kapazität | Spiele      |
| ------------------ | ------ | --------- | ----------- |
| Harare Sports Club | Harare | 10.000    | 1. – 3. ODI |

## Kaderlisten
Irland benannte seinen Kader am 16. September 2015.
Simbabwe benannte seinen Kader am 8. Oktober 2015.
| ODI | ODI |
| Simbabwe | Irland |
| --- | --- |
| - Elton Chigumbura (K) - Brian Chari - Chamu Chibhabha - Craig Ervine - Luke Jongwe - Neville Madziva - Wellington Masakadza - Taurai Muzarabani - Richmond Mutumbami (wk) - Taurai Muzarabani - John Nyumbu - Tinashe Panyangara - Sikandar Raza - Malcolm Waller - Sean Williams | - William Porterfield (K) - Andrew Balbirnie - George Dockrell - Ed Joyce - John Mooney - Tim Murtagh - Andrew McBrine - Kevin O’Brien - Niall O’Brien (wk) - Stuart Poynter - Max Sorensen - Paul Stirling - Stuart Thompson - Gary Wilson (wk) - Craig Young |

## Tour Match
| 17. – 20. Oktober Scorecard | Harare | Zimbabwe A 392 (102.3) & 346-6 (71) | – | Irland 353 (95.4) & 271-5 (81.5) |
|                             |        | Remis                               |   |                                  |

## One-Day Internationals

### Erstes ODI in Harare
| 9. Oktober Scorecard | Harare | Irland 219-8 (50)              | – | Simbabwe 222-8 (49) |
|                      |        | Simbabwe gewinnt mit 2 Wickets |   |                     |

### Zweites ODI in Harare
| 11. Oktober Scorecard | Harare | Irland 268-7 (50)              | – | Simbabwe 270-5 (48.3) |
|                       |        | Simbabwe gewinnt mit 5 Wickets |   |                       |

### Drittes ODI in Harare
| 13. Oktober Scorecard | Harare | Simbabwe 187 (49.2)          | – | Irland 189-8 (46.5) |
|                       |        | Irland gewinnt mit 2 Wickets |   |                     |